# M/S Prinsesse Benedikte
M/S Prinsesse Benedikte är en färja tillhörande Scandlines. Fartyget trafikerar rutten Rødby–Puttgarden. Hon är byggd 1997 i Fredrikshavn, Danmark och tar 1040 passagerare samt 360 bilar efter ombyggnad (2003).
Systerfartyget heter M/S Prins Richard och båda är uppkallade efter Richard av Sayn-Wittgenstein-Berleburg respektive Benedikte av Danmark. Sedan år 2015 är både Prinsesse Benedikte och Prins Richard utrustade med ett hybridsystem som sparar överflödig energi i batterier, som i sin tur driver elektromotorer. Systemet spar drivmedel och räknas som världens första i sitt slag.

## Bilder

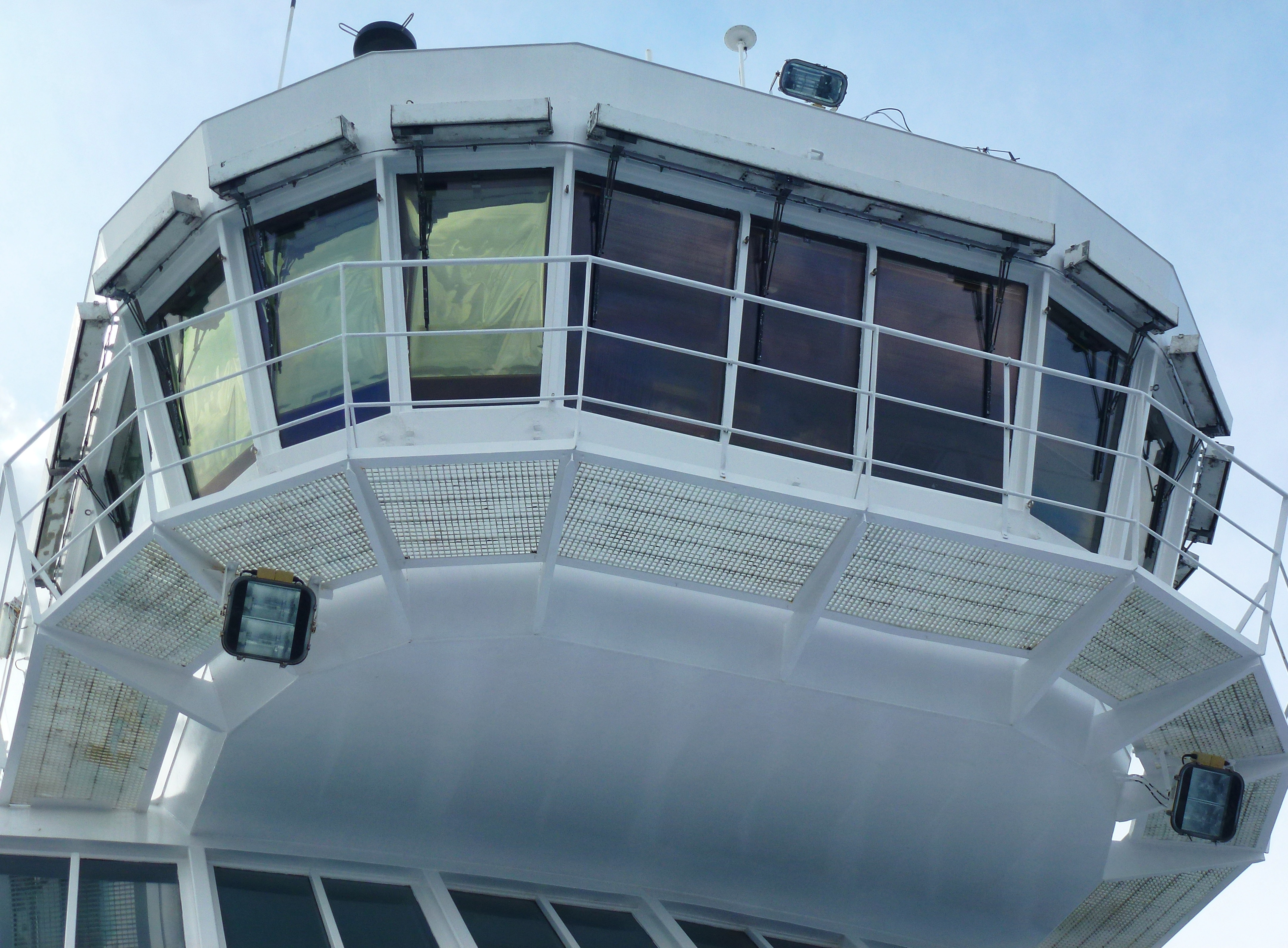
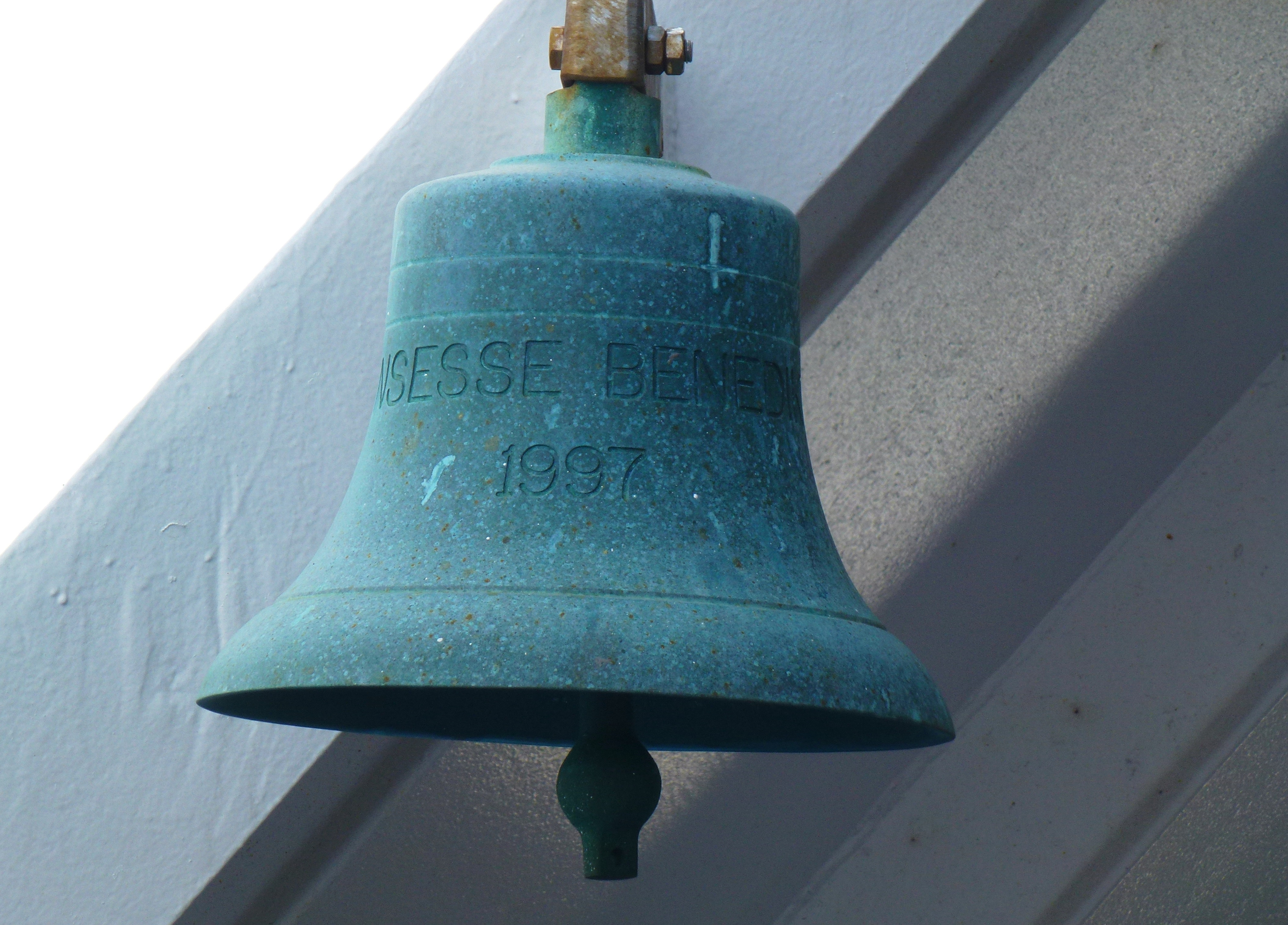
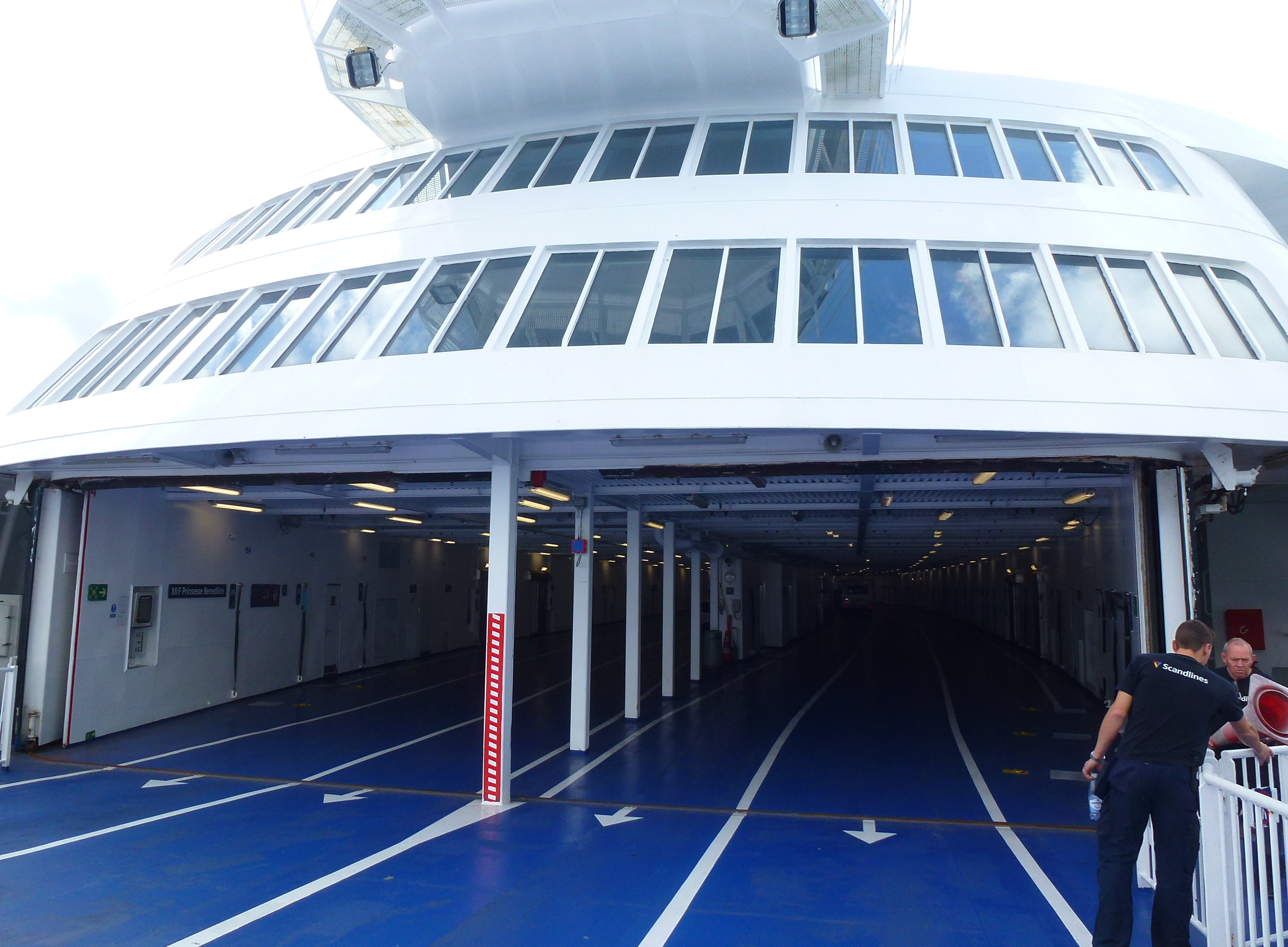
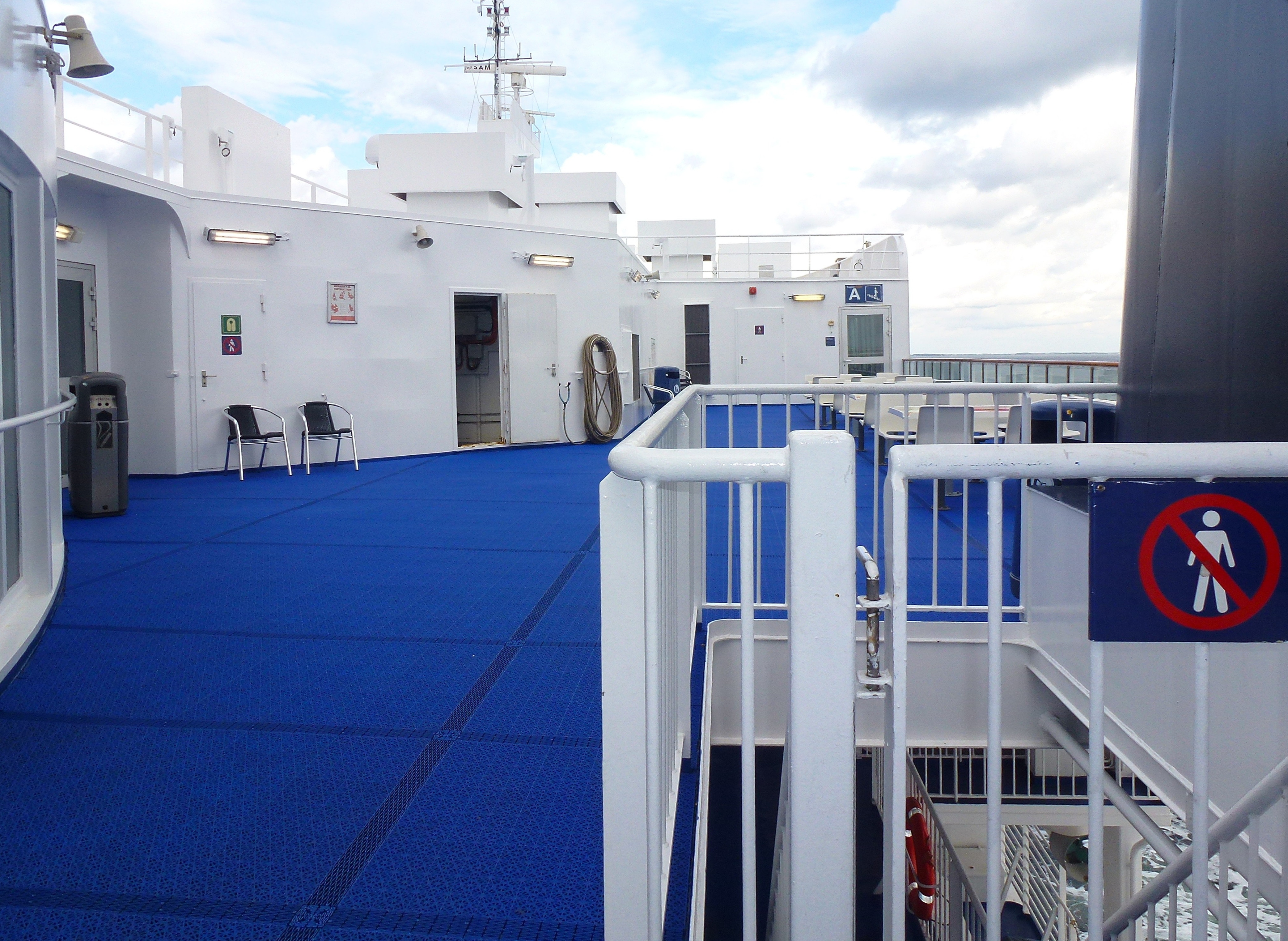
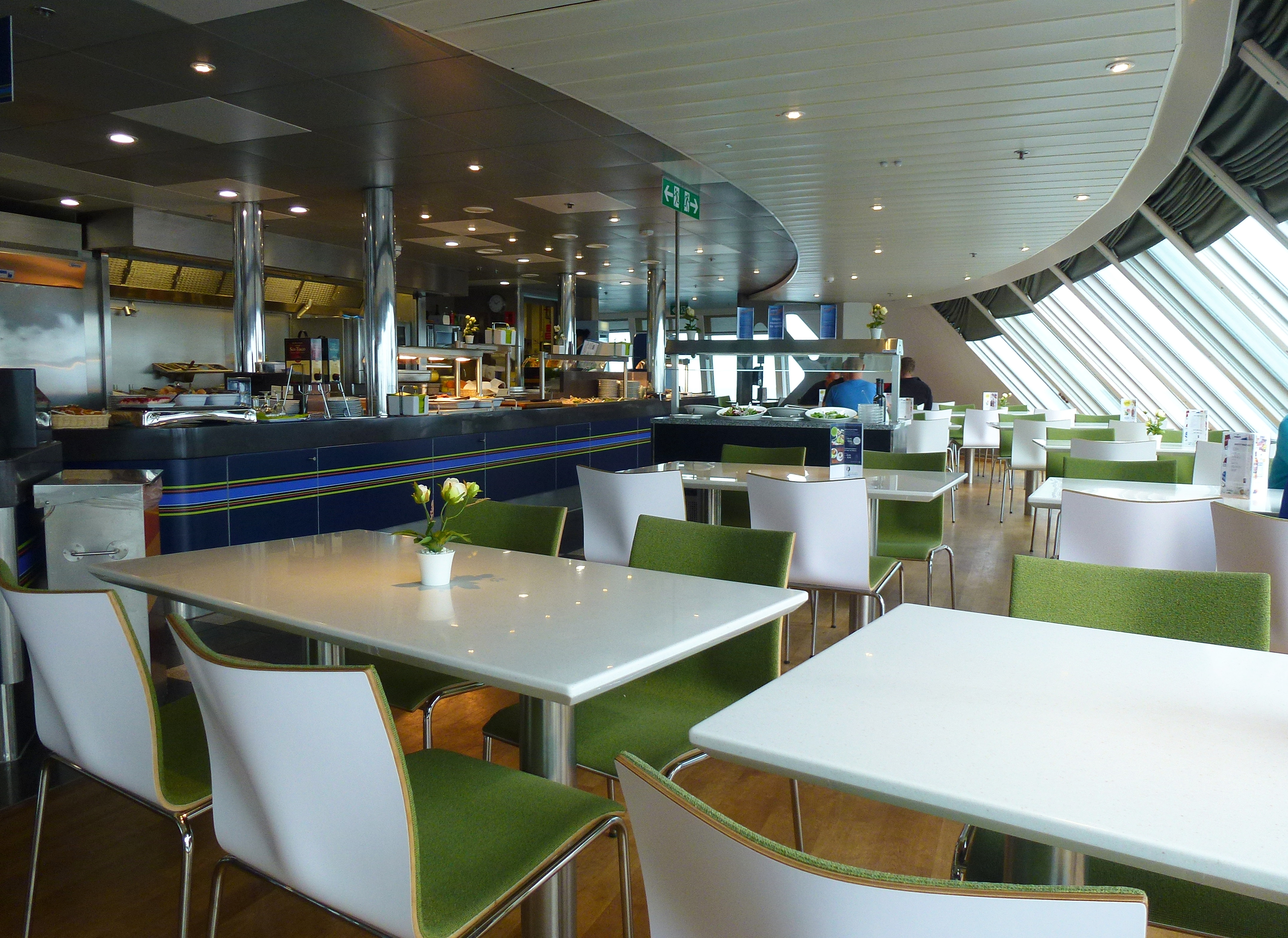
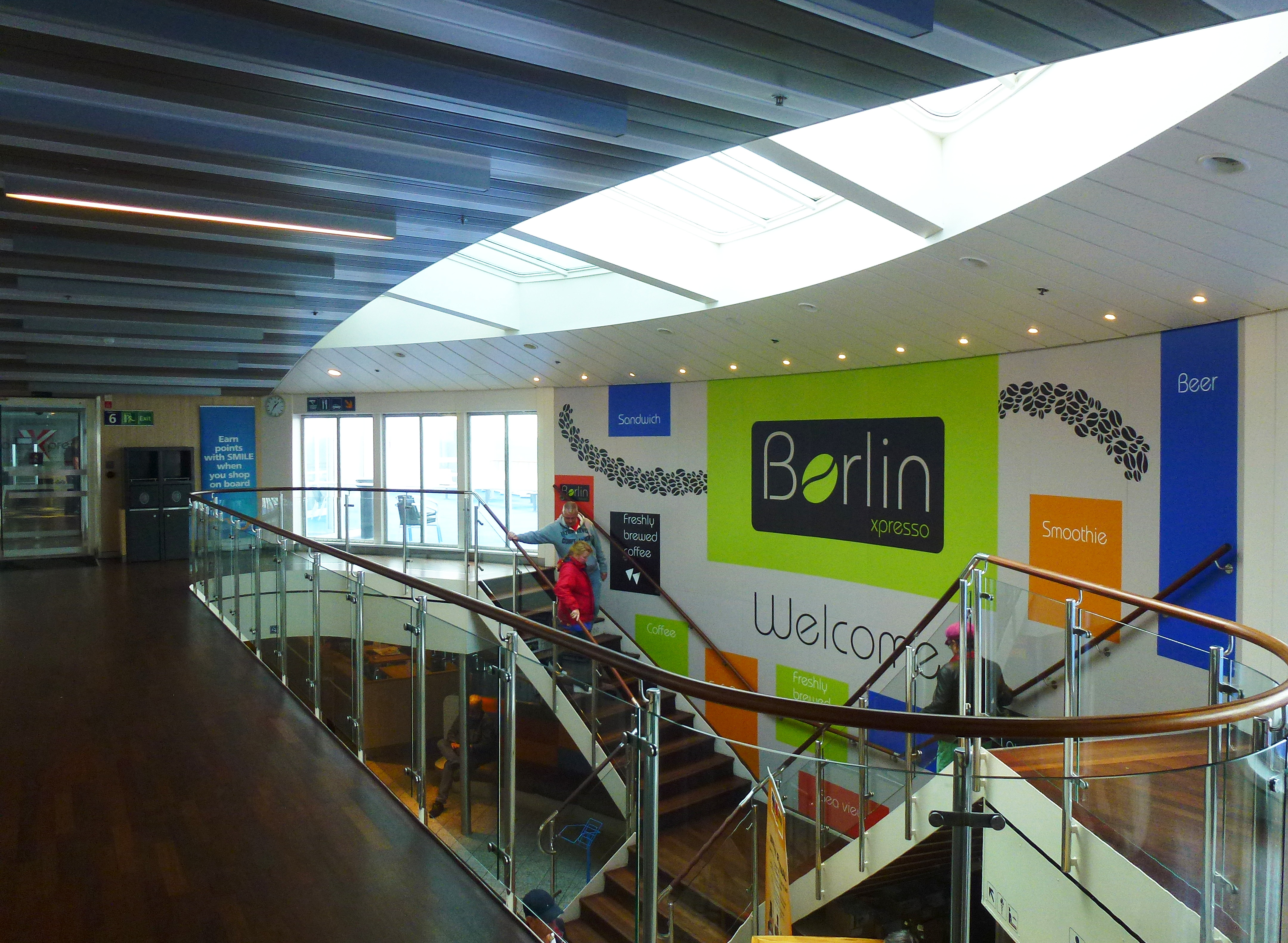
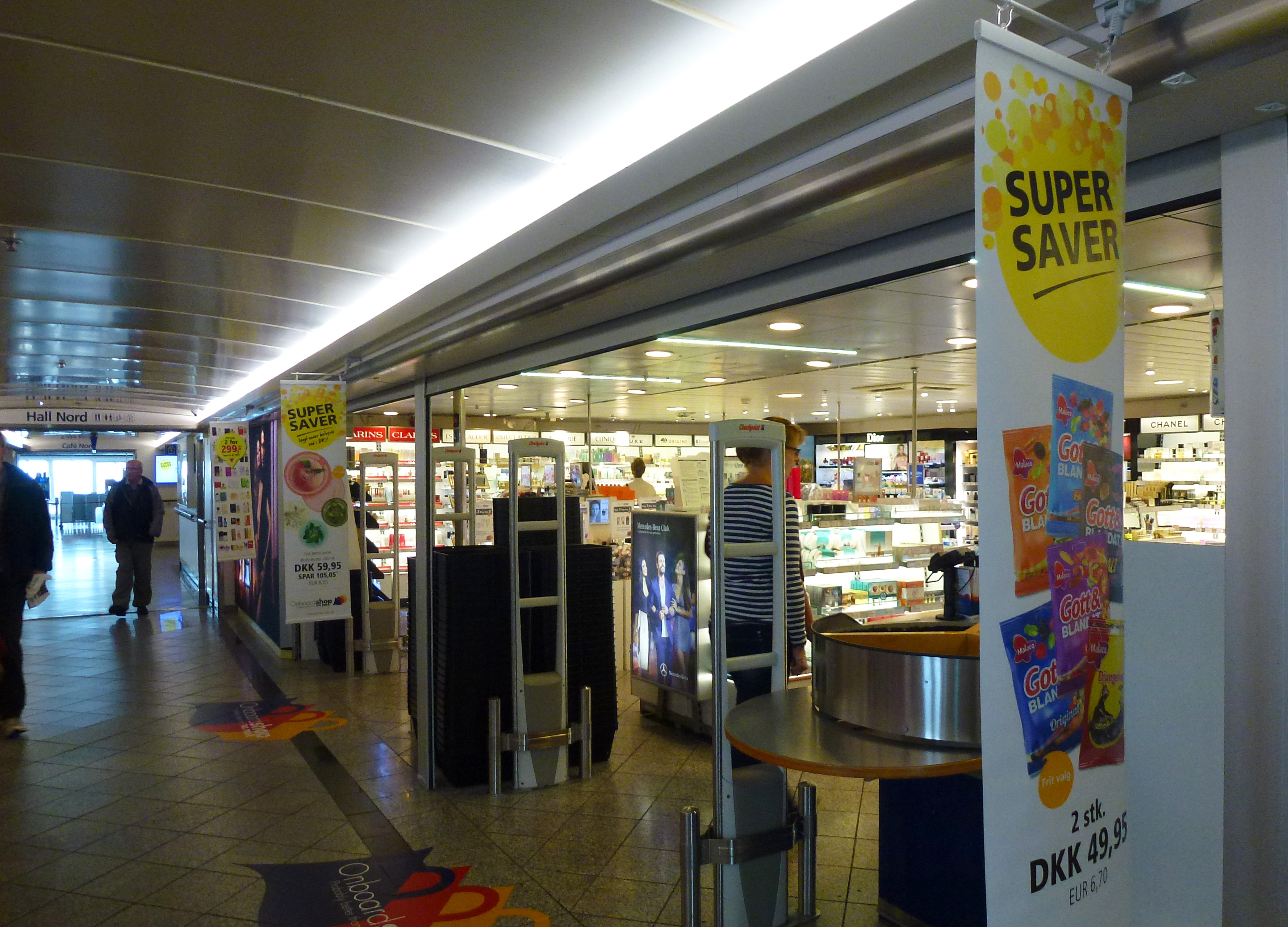
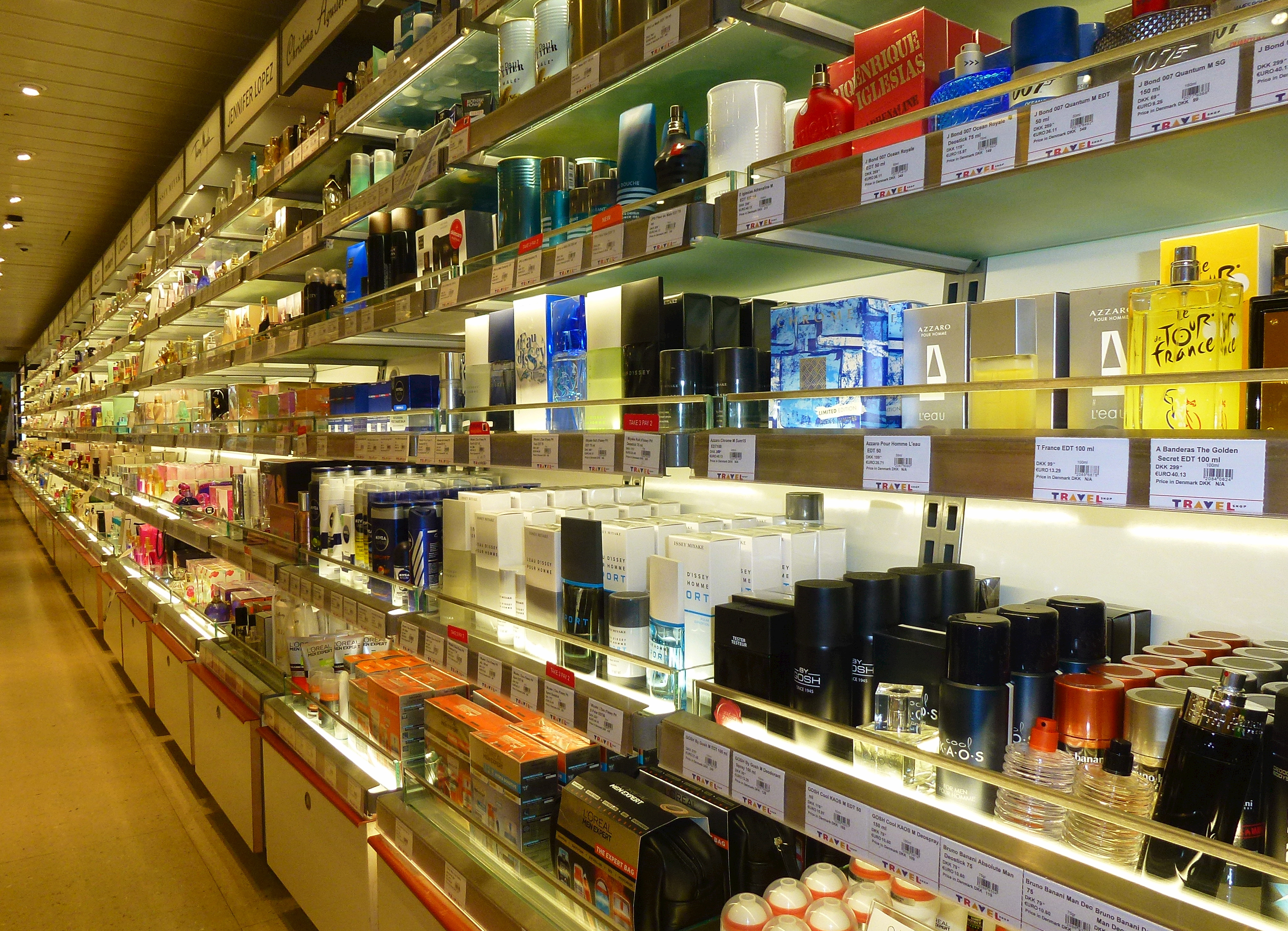